# Alphonse d'Aragon (1470-1520)
Pour les articles homonymes, voir Alphonse d'Aragon.
Ne doit pas être confondu avec Alphonse d'Aragon (1481-1500).
Alphonse d'Aragon (Cervera, 1470 - Lécera, 24 février 1520) est un prélat espagnol, archevêque de Saragosse, vice-roi d'Aragon,  lieutenant de Catalogne (1514-1520). Il est le fils illégitime du roi Ferdinand le Catholique et d'une noble catalane. 
Il est nommé archevêque de Saragosse le 14 août 1478, à l'âge de 8 ans par le pape Sixte IV.
Il fait réaliser d'importants travaux dans la cathédrale Saint-Sauveur de Saragosse. À la mort de son père, en 1516, il devient vice-roi, régent et gouverneur du royaume d'Aragon et des territoires rattachés à cette couronne. Il occupe ces fonctions jusqu'à la majorité de son neveu Charles (futur Charles Ier d'Espagne et futur empereur romain germanique Charles Quint).
En 1512, il est à la tête de l'armée qui assiège et prend la cité de Tudela pendant la conquête de la Navarre par la Castille. La même année, il est nommé également archevêque de Valence.
La carrière ecclésiastique d'Alphonse d'Aragon n'a pas l'importance de sa carrière politique et militaire : sa nomination à la tête de l'archevêché de Saragosse répondant uniquement à la tradition qui veut que l'Église d'Aragon soit commandée par un membre de la famille régnante. Il meurt en 1520 et sa dépouille repose en la cathédrale Saint-Sauveur de Saragosse. 